# Eglė Markevičiūtė
Eglė Markevičiūtė (* 13. Dezember 1988 in Vilnius) ist eine litauische liberale Politikerin, ehemalige Vizeministerin und  stellvertretende Wirtschaftsministerin Litauens.

## Leben
Nach dem Abitur 2007 am Vytautas-Magnus-Gymnasium in der litauischen Hauptstadt Vilnius absolvierte Eglė Markevičiūtė von 2008 bis 2012 das Bachelorstudium der Politikwissenschaft und von 2014 bis 2016 das Masterstudium der Politik (Osteuropa und Russland) an der Universität Vilnius.
2012 war sie Projektleiterin am Litauischen Institut für freien Markt (LLRI) in Vilnius. Von 2014 bis 2015 arbeitete sie in der Verwaltung der Stadtgemeinde Vilnius und von 2015 bis 2017 als Beraterin für Politik und Öffentlichkeitsarbeit.  Von 2017 bis 2020 leitete sie als Direktorin das eigene Unternehmen GLIK agency UAB und war Lobbyistin. Vom 28. Dezember 2020 bis Oktober 2023 war Eglė Markevičiūtė stellvertretende Wirtschaftsministerin Litauens und Stellvertreterin von Aušrinė Armonaitė im Kabinett Šimonytė. Sie wurde dritte Vizeministerin am Ministerium.
Sie ist Mitglied von Lietuvos liberalus jaunimas, von 2011 bis 2013 Leiterin.
Markevičiūtė ist ledig. Ihre Cousine ist Agnė Vaiciukevičiūtė (* 1989), Verkehrspolitikerin, Vizeministerin.
Seit November 2023 leitet Markevičiūtė die Abteilung für Digital- und Innovationspolitik beim internationalen Verbraucherverband Consumer Choice Center.